# Aurélie Lévêque
Pour les articles homonymes, voir Lévêque.
Aurélie Lévêque, née le 14 juillet 2001, est une patineuse de vitesse sur piste courte française. 

## Carrière
Le 11 février 2017, elle se classe 7ème au classement général du Festival Européen Olympique de la Jeunesse (FOJE) de Erzurum.
Le 21 avril 2019 ; elle devient championne de France U18 à Reims  au cours des championnats de France par catégories.
Le 24 janvier 2021, elle devient championne d'Europe du relais féminin, sur 3 000 m, (avec Tifany Huot-Marchand, Gwendoline Daudet, Aurélie Monvoisin et Cloé Ollivier) à Gdańsk en Pologne. Il s'agit du tout premier titre européen pour l'Équipe de France en relais, toutes catégories confondues. Aux Championnats du monde de patinage de vitesse sur piste courte 2021 à Dordrecht, elle est médaillée d'argent en relais.
Aux Championnats d'Europe 2024 se tenant à Gdańsk, elle remporte la médaille de bronze du relais féminin sur 3 000 mètres avec Bérénice Comby, Gwendoline Daudet et Cloé Ollivier.
Le 19 janvier 2025, elle devient championne d'Europe du relais mixte, sur 2000 m, (avec Quentin Fercoq, Cloé Ollivier, Gwendoline Daudet, Tawan Thomas et Etienne Bastier) à Dresden en Allemagne.